# 札幌アルタ
札幌アルタ（さっぽろあるた、英語: Sapporo ALTA）は、北海道札幌市中央区にあった、三越が運営していた若年層向けファッションビル。2010年に業績悪化を理由に営業を終了した。

## 概要
三越札幌店で扱いの弱かったヤングファッションの情報発信拠点として2002年10月8日に開業。地下2階地上9階建てで、主に10～20代をターゲットとしていた。ピーク時の売上は約35億円であった。

札幌駅の再開発の影響で客足を奪われるなどして業績が悪化。リーマン・ショックが起こった2008年は25億円にまで落ち込んだ。また、地方の小売事業を地域会社に分社化を検討していた三越は2010年8月31日で札幌アルタの営業終了を決定。運営を丸ヨ池内へ譲渡し、2011年4月に新たな店舗として開業することとなった。しかし、札幌アルタ閉店から半年の期間は地域商業への影響や雇用問題があるとして、9月1日から3日の休業を挟み、9月4日に札幌アルタのテナントの大半が入る形で札幌三越の運営する「NEX180」として2011年1月10日までの期間限定で再開業。10月1日に「NEX180」は丸ヨ池内に営業が譲渡され、2011年1月10日まで営業を行った。2011年4月1日に「IKEUCHI ZONE」として新店舗をオープンした。
三越が開業した「アルタ」としては、最初に閉店となった。